# (3942) Churivannia
(3942) Churivannia es un asteroide perteneciente al cinturón de asteroides, descubierto el 11 de septiembre de 1977 por Nikolái Stepánovich Chernyj desde el Observatorio Astrofísico de Crimea (República de Crimea).

## Designación y nombre
Designado provisionalmente como 1977 RH7. Fue nombrado Churivannia en honor al padre y hermano del astrónomo soviético ucraniano Klim Churiúmov.